# Iglesia de San Pedro y San Pablo (Detroit)
La Iglesia de San Pedro y San Pablo, o antes Catedral de San Pedro y San Pablo (en inglés: Saints Peter and Paul Church), es una iglesia católica situada en 629 East Jefferson Avenue en Detroit, Míchigan. Es la iglesia existente más antigua en la ciudad y fue enumerada en el Registro Nacional de Lugares Históricos de Estados Unidos y designada como sitio histórico del estado de Míchigan en 1971.
En 1844, el Obispo Peter Paul Lefevere, que fue obispo coadjutor de la Arquidiócesis de Detroit, comenzó la construcción de la Iglesia de San Pedro y San Pablo. La piedra angular está fechada el 29 de junio de 1844. Francis Letourneau realizó los planes, y Peter Kindenkens supervisó la construcción, que se completó en cuatro años, ya que el obispo pagó por cada etapa de la misma con dinero en efectivo. La iglesia fue consagrada el 29 de junio de 1848 y el obispo Lefevere la utilizó hasta su muerte en 1869.

## Galería

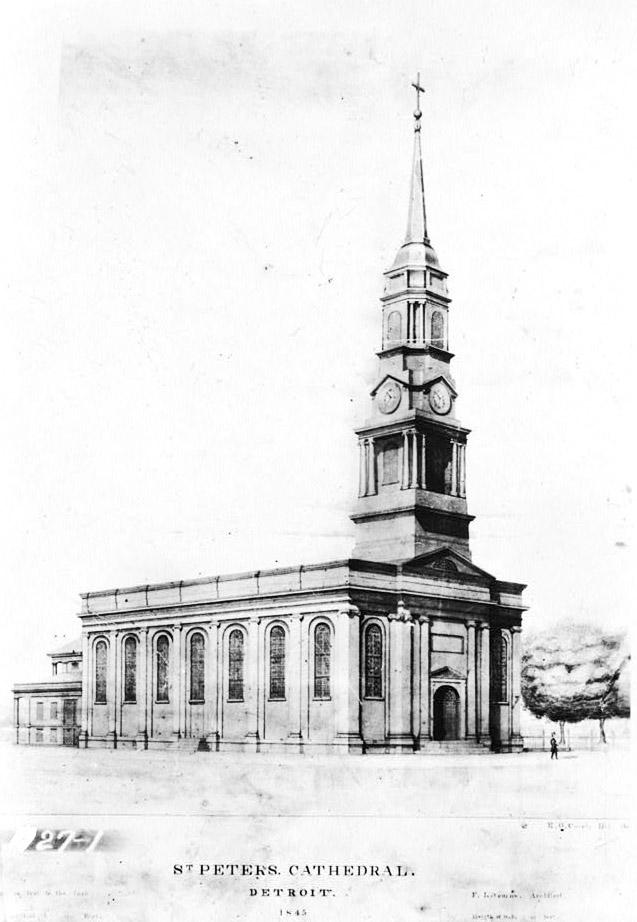
Aspecto original en el siglo XIX.
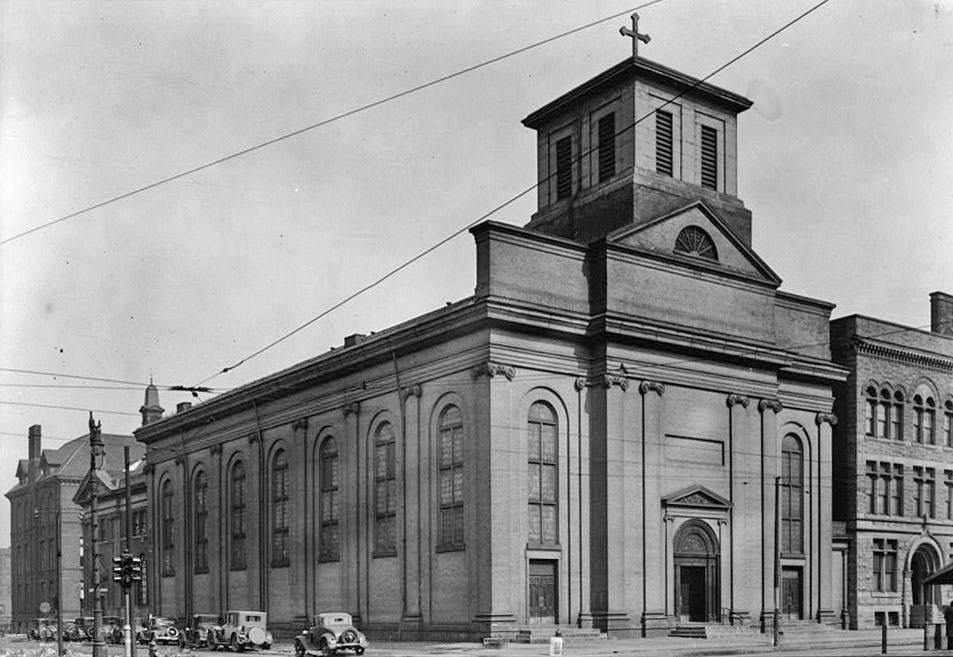
La Iglesia en 1934.
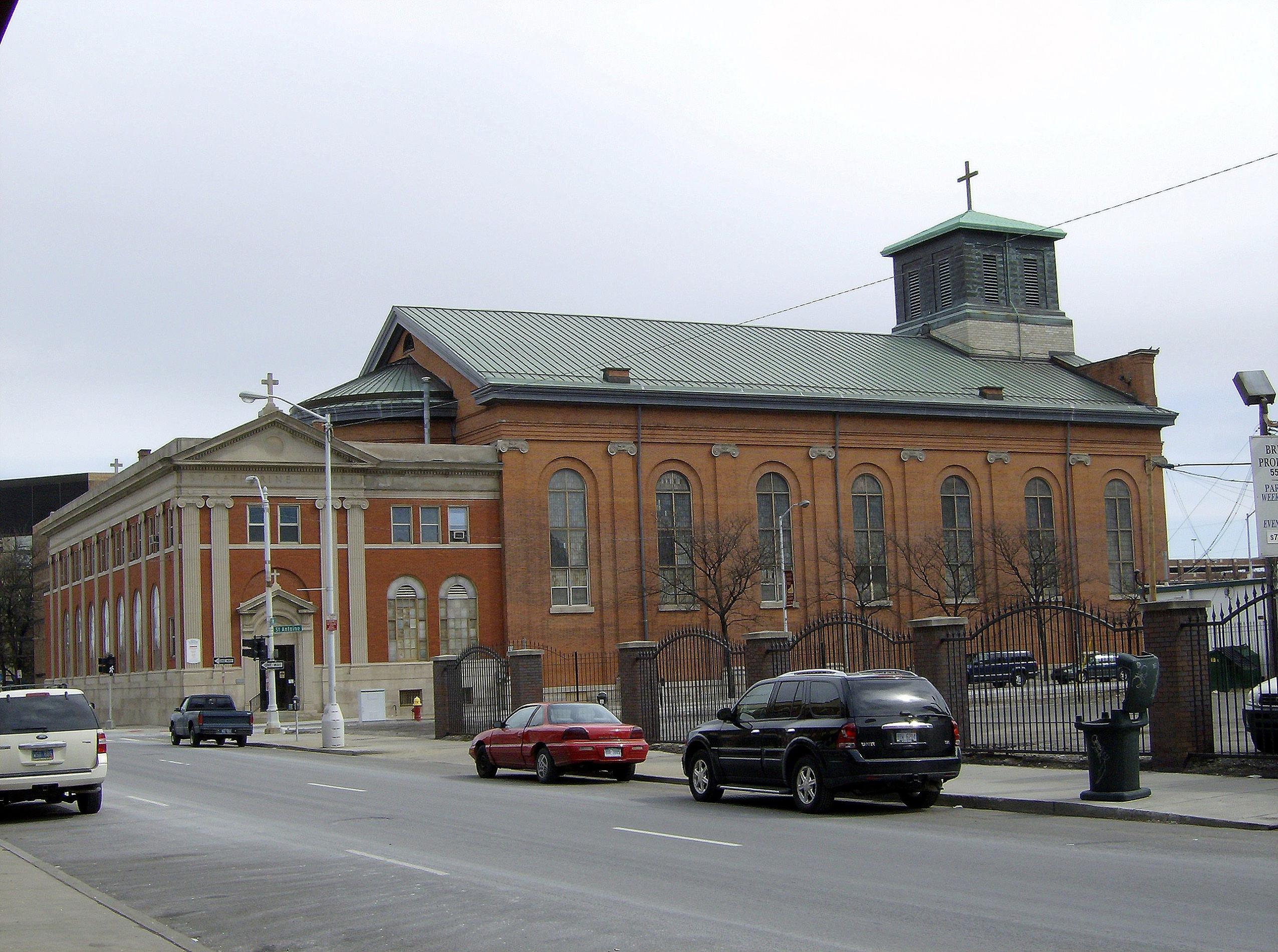
Vista lateral de la iglesia en 2007.